# Tiong Bahru
Tiong Bahru – stacja podziemne Mass Rapid Transit (MRT) w Singapurze, która jest częścią East West Line. Stacja jest połączona bezpośrednio z Tiong Bahru Plaza.